# Uncinateridae
Uncinateridae är en familj av svampdjur. Uncinateridae ingår i ordningen Fieldingida, klassen glassvampar, fylumet svampdjur och riket djur. Enligt Catalogue of Life omfattar familjen Uncinateridae 3 arter. 
Kladogram enligt Catalogue of Life:
| Uncinateridae | \| \| Tretopleura \| \| \| \| \| \| Uncinatera \| \| \| \| |
|               | \| \| Tretopleura \| \| \| \| \| \| Uncinatera \| \| \| \| |
|               | Fieldingiidae                                              |
|               |                                                            |
|               | Tretopleura                                                |
|               |                                                            |
|               | Uncinatera                                                 |
|               |                                                            |

|  | Tretopleura |
|  |             |
|  | Uncinatera  |
|  |             |